# Jean II MacDonald
Jean II MacDonald ou John d'Islay (gaélique : Iain Mac Domhnaill) (né vers 1434 mort en 1503) 4e Seigneur des Îles et 11e comte de Ross de 1449 à 1493.

## Origine
John MacDonald est le fils d'Alexandre II MacDonald 3e Seigneur des Îles et de son épouse, Elizabeth fille d'Alexander Seton lord de Gordon et Huntly. Il succède à son père âgé d'une quinzaine d'années en 1449.

## Révolte
Dès le début de son règne, John II Mac Donald se révolte et s'empare des châteaux royaux d'Inverness, Urquhart et Ruthven. Cette révolte intervient à l'époque où le roi est en conflit avec William, 8e comte de Douglas, le plus puissant noble d'Écosse et Alexandre Lindsay, 4e comte de Crawford. L'exécution de William Douglas en février 1452 suivie de la soumission et de la mort naturelle d'Alexandre Lindsay, en septembre 1453 et enfin l'élimination des frères du premier et le bannissement du 9e comte de Douglas James Douglas en 1455 obligent John II MacDonald à composer avec le roi.
Le jeune roi Jacques III d'Écosse et son régent James Kennedy évêque de Saint Andrews confirment les chartes par lesquelles John II MacDonald accorde des fiefs à ses parents. Il attribue à son demi-frère aîné Celestine de Lochalsh les terres de Lochbroom, Lochalsh, Torridon, Lochcarron, et Kishorn dans le comté de Ross ainsi qu'une partie de l'Argyll. En 1464 il lui donne en outre Ferincoskty en Braechat au nord du Kyle of Sutherland. En 1469 il gratifie à son autre demi-frère Hughes MacDonald les terres du clan MacLeod à Sleat et les domaines détenus antérieurement par Godfrey d'Uist. Hughes devient ainsi le fondateur du Clan MacDonald de Sleat.

## Le traité de d'Ardtornish
Après sa prise de pouvoir en 1461 Édouard IV d'Angleterre cherche à se venger du gouvernement du roi Jacques III d'Écosse qui avait pris le parti de son rival Henri VI d'Angleterre dans la guerre des Deux-Roses et fomente des troubles en Écosse en soutenant les revendications de divers nobles liés au parti du comte de Douglas exilé. L'année suivante le traité de Westminster-Ardtornish John II MacDonald, Donald Balloch de Dunivaig et des Glens d'Antrim et son fils John Mor reconnait le roi d'Angleterre comme suzerain contre paiement d'une pension.
Réconcilié en 1475 avec le roi d'Écosse après l'élimination définitive de la Maison de Lancastre Édouard IV n'hésite pas dénoncer les transfuges qui sont déclarés traitres à la couronne

## La perte du comté de Ross
David Lindsay 5e comte de Crawford, John Stuart 1er comte d'Atholl, Georges 2e comte d'Huntly lieutenant du Nord et Colin Campbell 1er comte d'Argyll agissant au nom de la Couronne d'Écosse envahissent l'ensemble des territoires de John II MacDonald. L'année suivante ils l'obligent à rendre le comté de Ross ainsi que ses terres du Kintyre et les châteaux d'Inverness et Nairn. Sommé de se présenter devant un Parlement en juillet 1476 il se voit confirmer avec le statut de vassal le reste de ses domaines et son titre de Seigneur des Îles. Jusqu'en 1481 les revenus du comté de Ross sont attribués à Elizabeth Livingston, l'épouse répudiée de John II MacDonald qui s'était réfugiée près du roi.

## Angus II MacDonald
Angus II MacDonald fils illégitime et héritier de John II se révolte contre l'acceptation de cette décision et en 1480 il usurpe le pouvoir en s'autoproclamant Seigneur des Îles. Il réussit à se maintenir jusqu'à son assassinat en 1490.

## Fin de règne
Après la mort de son fils John Mac Donald est contraint de soutenir son neveu Alexandre MacDonald de Lochalsh qui comme son cousin Angus II veut se venger de la confiscation de ses biens et titres par la couronne d'Écosse. En 1491 lors d'une nouvelle tentative pour recouvrer le comté de Ross Alexandre de Lochalsh soutenu par les Cameron s'empare d'Inverness et ravage les terres des MacKenzie de Kintail. Ces derniers le capturent toutefois sur les bords de la rivière Connan dans le Rossshire non loin de l'actuel Strathpeffer. Le jeune roi Jacques IV d'Écosse en apprenant le soulèvement confisque définitivement le titre et le territoire des Îles en 1493. Le vieux John MacDonald après s'être retiré dans un hospice à Dundee, meurt dans la misère en 1503 Il est inhumé à l'abbaye de Paisley aux frais du trésor royal 

## Union et postérité
John II MacDonald épouse Elizabeth Livingstone la fille de James 1er lord Livingstone de Callendar, membre de la famille d'Alexandre Livingstone, l'un des Gardiens de l'Écosse pour le compte du jeune Jacques II d'Écosse. Cette union politique ne fut pas heureuse; les contreparties que John II MacDonald en attendait n'ayant pas été concrétisées du fait de la disgrâce des Livingstone. Il abandonne son épouse qui après avoir fait constater par un représentant du Pape en 1464 qu'elle vivait retirée du domaine conjugal à la cour du roi d'Écosse.
John II MacDonald entretient alors diverses maîtresses dont il a deux fils illégitimes:
- Angus II MacDonald
- John mort avant 1498.

## Sources
- Fitzroy Maclean Higlanders . Histoire des clans d'Écosse Éditions Gallimard ¨, (Paris 1995)  (ISBN 2724260910)
- (en) Mike Ashley The Mammoth Book of British Kings & Queens Robinson (Londes 1998)  (ISBN 1841190969) « John II, Angus Og Donald Dubh (The Black) » p. 539-541 et table généalogique n° 39 p.  537.
- (en) John L. Roberts « Downfall of Clan Donald », dans Lost Kingdoms, Celtic Scotland and the Middle Ages Edinburgh University Press (Edinburgh 1997)  (ISBN 0748609105) p. 198-216.
- (en) Richard Oram, « The Lordship of the Isles, 1336-1545 », dans Donald Omand édition The Argyll Book, (Edinburg, 2005), p.  123-39